# Горні Петровці (община)
Община Горні Петровці (словен. Občina Gornji Petrovci) — одна з общин Словенії. Адміністративним центром є місто Горні Петровці. Хоча це невеликий муніципалітет, але є деякі важливі історичні й мистецькі пам'ятки і цікаві туристичні місця.

## Населення
У 2011 році в общині проживало 2168 осіб, 1033 чоловіків і 1135 жінок. Чисельність економічно активного населення (за місцем проживання), 875 осіб. Середня щомісячна чиста заробітна плата одного працівника (EUR), 761,43 (в середньому по Словенії 987.39). Приблизно кожен другий житель у громаді має автомобіль (49 автомобілі на 100 жителів). Середній вік жителів склав 45,8 роки (в середньому по Словенії 41.8). 